# Цифры майя

Цифры майя

Цифры майя — запись чисел, основанная на двадцатеричной позиционной системе счисления, использовавшаяся цивилизацией майя в доколумбовой Мезоамерике.
Эта система использовалась для календарных расчётов и называлась «долгим счётом». В быту майя использовали аддитивную непозиционную систему, сходную с древнеегипетской. Об этой системе дают представление сами цифры майя, которые являются записью первых 19 натуральных чисел в пятеричной непозиционной системе счисления. Аналогичный принцип составных цифр использован в древнейшей известной шестидесятеричной позиционной системе счисления и древнекитайской десятичной позиционной системе для расчётов на счётной доске.
Цифры майя состояли из нуля, который обозначался пустой ракушкой, и 19 составных цифр. Эти цифры конструировались из знака единицы (точка) и знака пятёрки (горизонтальная черта). Например, цифра, обозначающая число 19, писалась как четыре точки в горизонтальном ряду над тремя горизонтальными линиями.
Сходство конструкции цифр майя с древнеегипетскими, римскими и древнекитайскими цифрами обусловлено тем, что первоначально расчёты не велись на бумаге. Цифры выкладывались на ровной поверхности специальными палочками. Майя использовали также пустую ракушку и, вероятно, камешки или косточки плодов.

## Числа свыше 19
Числа свыше 19 писались согласно позиционному принципу снизу вверх по степеням 20. Например:
- 32 (lajkaʼa katak jun kʼáal) писалось как 1С20 = 1 × 20 + 12
- 429 (bolon katak jun kʼáal katak jun baakʼ) как 11920 = 1 × 400 + 1 × 20 + 9
- 4805 (óox katak lajkaʼa baakʼ) как C0520 = 12 × 400 + 0 (обозначается знаком) × 20 + 5

| Третий разряд (baakʼ) |    |     |      |
| Второй разряд (kʼáal) |    |     |      |
| Первый разряд (jun)   |    |     |      |
|                       | 32 | 429 | 4805 |

Для записи цифр от 1 до 19 иногда также использовались изображения божеств. Такие цифры использовались крайне редко, сохранившись лишь на нескольких монументальных стелах.

## Ноль
Позиционная система счисления требует использования нуля для обозначения пустых разрядов. Первая дошедшая до нас дата с нулём (на стеле 2 в Чиапа-де Корсо, Чьяпас) датирована 36 годом до н. э. Первая позиционная система счисления в Евразии, созданная в Вавилоне за 2000 лет до н. э., первоначально нуля не имела, а впоследствии знак нуля использовался только в промежуточных разрядах числа, что приводило к неоднозначной записи чисел. В древнекитайской позиционной системе в промежуточных разрядах вместо нуля использовали пустую клетку счётной доски, а иероглифы для обозначения нуля появились существенно позже. Непозиционные системы счисления древних народов нуля, как правило, не имели.

## В календаре

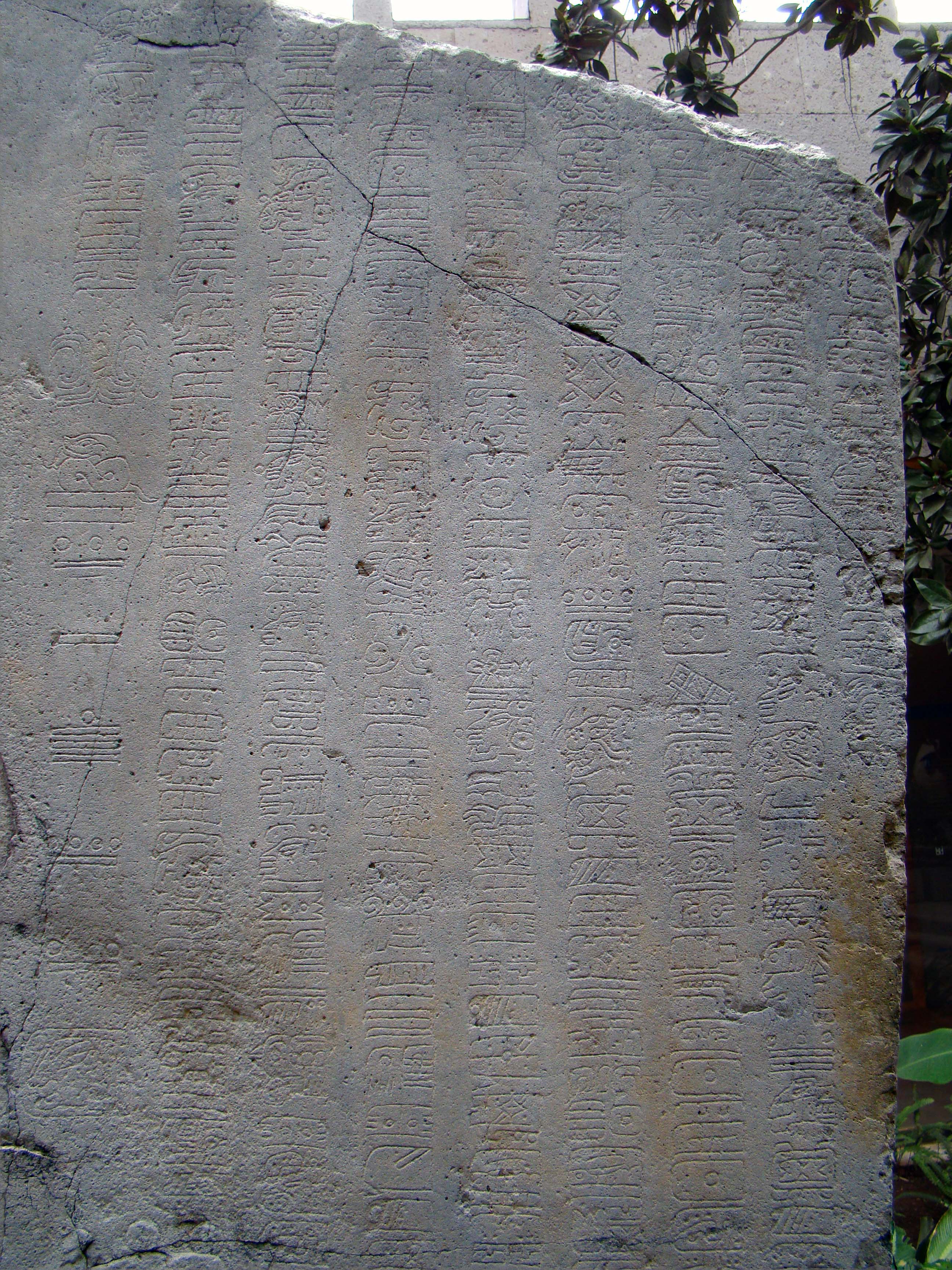
Подробное изображение трёх колонок на стеле 1 в Ла-Мохарра. Левая дата — 8.5.16.9.7, то есть 156 год н. э.

В «долгом счёте» календаря майя была использована разновидность двадцатеричной системы счисления, в которой второй разряд мог содержать только цифры от 0 до 17, после чего к третьему разряду добавлялась единица. Таким образом, единица третьего разряда означала не 400, а 18 × 20 = 360, что близко к числу дней в солнечном году.

## В истории математики
Индейцы майя относятся к относительно небольшому числу народов, которые самостоятельно создали позиционную систему счисления. Вместе с ними это сумели сделать шумеры, индийцы и китайцы. Древнегреческие астрономы использовали вавилонскую, а точнее шумерскую позиционную систему, благодаря чему мы до сих пор измеряем время и углы в шестидесятеричной системе. Десятичную индийскую позиционную систему европейцы освоили только в средние века с помощью арабов. Одними из первых майя также ввели в математику понятие нуля.

## Современное использование
В настоящее время цифры майя используются на банкнотах Гватемалы (гватемальский кетсаль), а также при нумерации страниц и разделов книг на майянскую тематику (учебная литература, книги о истории и культуре майя и т. д.).

## Юникод
Начиная с версии 11.0, цифры майя присутствуют в кодировке Юникод в одноимённом блоке.